# Piper laevicarpum
Piper laevicarpum é uma espécie de  planta do gênero Piper e da família Piperaceae. 

## Taxonomia
A espécie foi descrita em 1966 por Truman G. Yuncker. 

## Forma de vida
É uma espécie terrícola e arbustiva. 

## Descrição
Lâmina foliar com 3 nervuras secundárias, a inferior mais curta inconspícua, as superiores conectadas à nervura mediana até o ápice; espiga ca. 1 cm de comprimento; bráctea floral glabra na face superior, pilosa na inferior; estigmas ligulados.  

## Conservação
A espécie faz parte da Lista Vermelha das espécies ameaçadas do estado do Espírito Santo, no sudeste do Brasil. A lista foi publicada em 13 de junho de 2005 por intermédio do decreto estadual nº 1.499-R. 

## Distribuição
A espécie é endêmica do Brasil e encontrada nos estados brasileiros de Bahia e Espírito Santo. 
A espécie é encontrada no domínio fitogeográfico de Mata Atlântica, em regiões com vegetação de floresta ombrófila pluvial.